# Středoevropský pohár 1932
Sezóna 1932 byla šestým ročníkem Středoevropského poháru. Zúčastnily se dva nejlepší týmy z uplynulého ročníku domácí ligy z Československa, Rakouska, Maďarska a Itálie. Vítězem se stal tým AGC Bologna.

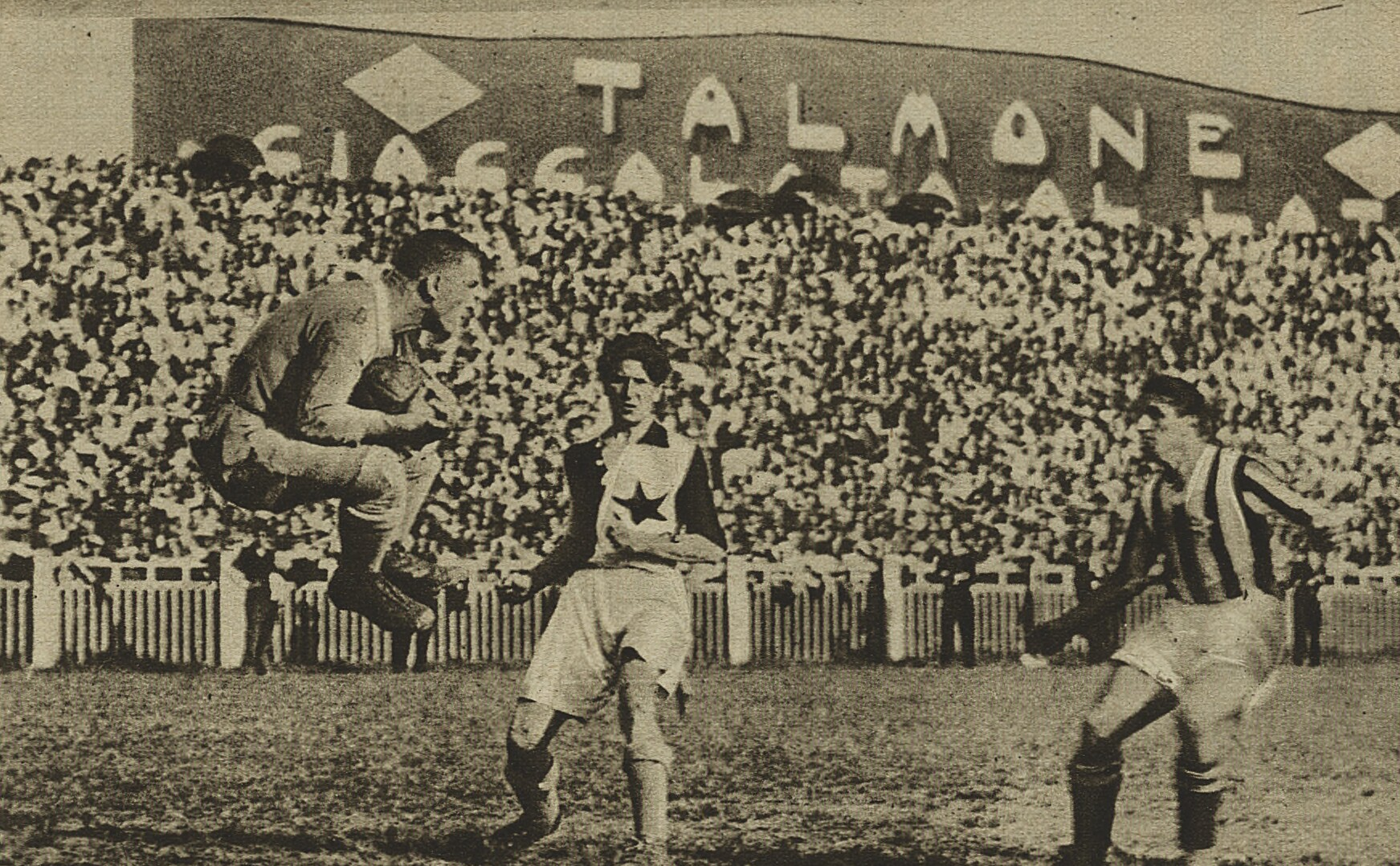
Utkání Juventus-Slavia Praha (1932). Hráči (zleva): Plánička - Černický - Vecchina.

## Čtvrtfinále
| Domácí v 1. zápase   | Celkem | Hosté v 1. zápase | 1. zápas | 2. zápas |
| -------------------- | ------ | ----------------- | -------- | -------- |
| SK Slavia Praha      | 3 - 1  | SK Admira Wien    | 3 - 0    | 0 - 1    |
| AGC Bologna          | 5 - 3  | AC Sparta Praha   | 5 - 0    | 0 - 3    |
| Juventus FC          | 7 - 3  | Ferencvárosi TC   | 4 - 0    | 3 - 3    |
| First Vienna FC 1894 | 6 - 4  | Újpest FC         | 5 - 3    | 1 - 1    |

## Semifinále
| Domácí v 1. zápase | Celkem | Hosté v 1. zápase    | 1. zápas | 2. zápas |
| ------------------ | ------ | -------------------- | -------- | -------- |
| AGC Bologna        | 2 - 1  | First Vienna FC 1894 | 2 - 0    | 0 - 1    |
| SK Slavia Praha    | -      | Juventus FC          | 4 - 0    | nedohr.  |

## Finále
| Domácí v 1. zápase | Celkem | Hosté v 1. zápase | 1. zápas | 2. zápas |
| ------------------ | ------ | ----------------- | -------- | -------- |
| AGC Bologna        |        | neznámá vlajka    |          |          |